# Телимерки
 Телимерки  — деревня в составе Теньгушевского сельского поселения Теньгушевского района Республики Мордовия.

## География
Находится на расстоянии примерно 4 километра по прямой на юго-восток от районного центра села Теньгушево.

## История
Известна с 1866 года, когда она была учтена как владельческая деревня Темниковского уезда Тамбовской губернии из 6 дворов, название по местному озеру.
Название состоит из двух общемордовских слов: телим "зимница" и эрьке (эрьхке) "созеро" (телимерки "зимница у озера"). Топонимы с компонентом -телим (Вертелим, Старый Шукстелим, Старый Тештелим, Старый Макателим и др.) несут информацию о наиболее раннем периоде истории мордвы: в Х - XIV веках в летнее время работали на ухожаях, в зимнее время - свободное от сезонных работ - переезжали на постоянное местожительство в телимы "зимницы".

## Население
Постоянное население составляло 123 человека (русские 96%) в 2002 году, 92 в 2010 году .